# Akın Birdal
Akın Birdal (* 1948 in der Provinz Niğde, Türkei) ist ein türkischer Landwirtschaftsingenieur und Menschenrechtler. Birdal war von 2007 bis 2011 Abgeordneter der Barış ve Demokrasi Partisi im türkischen Parlament. Er ist Mitgründer der türkischen Menschenrechtsorganisation İnsan Hakları Derneği.

## Leben
Nach dem Besuch der Fakultät für Agrarwissenschaften an der Universität von Ankara war er 1970 zunächst als Gartenarchitekt tätig. 1973 schloss er ein Studium als PhD im Fachbereich Management ab.
Bis 1977 war er in leitenden Funktionen in der Union der Agraringenieure tätig sowie in der Agraringenieurskammer. Ab 1977 verstärkte er seine Tätigkeiten zur Dorfentwicklung innerhalb seiner Geburtsprovinz. 1979 wurde er zum Universitätsdozent berufen, musste aber dann nach dem Militärputsch 1980 bereits seine Stellung wieder aufgeben, da er für seine Arbeit in den Dorfkooperativen zu einem Jahr Gefängnis verurteilt worden war.
1986 gründete Birdal den heute größten Menschenrechtsverein in der Türkei İnsan Hakları Derneği mit, deren Generalsekretär er zunächst war, ab 1992 dann Präsident. In dieser Eigenschaft setzte er sich auch für die Verbesserung der Situation der kurdischstämmigen Bürger in der Türkei ein.
1995 beteiligte sich der Menschenrechtsaktivist am Aufbau der türkischen Özgürlük ve Dayanışma Partisi (Partei für Freiheit und Solidarität), die jedoch den Einzug in das türkische Parlament verfehlte.
Am 12. Mai 1998 wurde Birdal bei einem Attentat mit nationalistischem Hintergrund schwer verletzt. Eine Rede von 1996 brachte ihm danach wegen „separatistischer Propaganda“ 14 Monate Gefängnis ein.
Im neuen Jahrtausend versuchte Birdal – den IHD-Vorsitz hatte er inzwischen abgegeben – an einer organisierten Vereinigung linksgerichteter Türken und Kurden mitzuwirken.
Bei den Wahlen in der Türkei 2007 kandidierte der ethnische Türke als unabhängiger Kandidat in der kurdisch besiedelten Millionenstadt Diyarbakır und wurde gewählt. Danach trat Birdal der Demokratik Toplum Partisi bei.
Nach dem Verbot der DTP am 11. Dezember 2009 trat er der Barış ve Demokrasi Partisi bei. Für die Parlamentswahlen im Juni 2011 stellte er sich als unabhängigen Kandidaten für Gaziantep auf, erhielt aber nicht genügend Stimmen, um wieder ins Parlament einzuziehen.

## Bücher
Akın Birdal war auch Autor einiger Bücher:
- Sol Elim – Ulucanlardan Notlar, Verlag Belge, 2002
- Betula: Öyküler, Verlag Aykırı, 2004
- Cansuyu: Deneme ve köşe yazıları, Verlag Belge, 2003 und Verlag Aykırı, 2006

## Internationale Auszeichnungen
- 1999: Jaime-Brunet-Preis für Menschenrechte
- amnesty international Menschenrechtspreis